# Kościół św. Mikołaja w Rudnikach
Kościół św. Mikołaja – rzymskokatolicki kościół parafialny położony we wsi Rudniki (gmina Rudniki). Kościół należy do parafii św. Mikołaja w Rudnikach w dekanacie Praszka (archidiecezja częstochowska).

## Historia kościoła
Kościół parafialny zbudowano w 1830, z fundacji miejscowej dziedziczki, Tekli Masłowskiej. W tym samym roku świątynia została poświęcona przez administratora diecezji kujawsko-kaliskiej ks. Walentego Tomaszewskiego. W czasie II wojny światowej został ograbiony a następnie zamknięty. Po 1945 dzięki staraniom ówczesnego proboszcza, ks. Marcelego Dewudzkiego, kościół został odnowiony i przystosowany do sprawowania funkcji parafialnych. W 1988 została wybudowana kaplica przedpogrzebowa.